# La Calahorra
La Calahorra é um município da Espanha na província de Granada, comunidade autónoma da Andaluzia, de área 40 km² com população de 752 habitantes (2007) e densidade populacional de 20,58 hab/km².

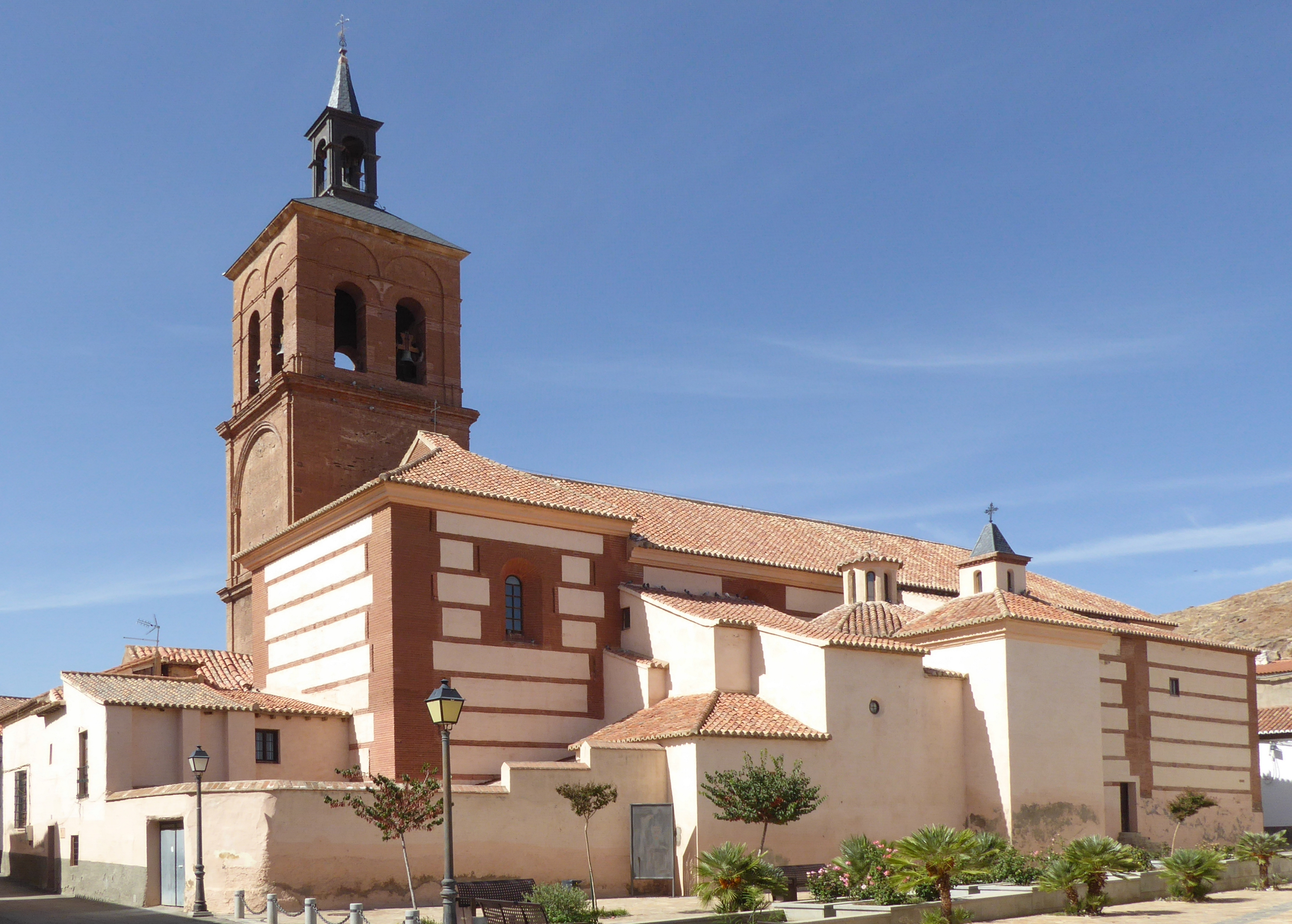
Iglesia de Nuestra Señora de la Anunciación

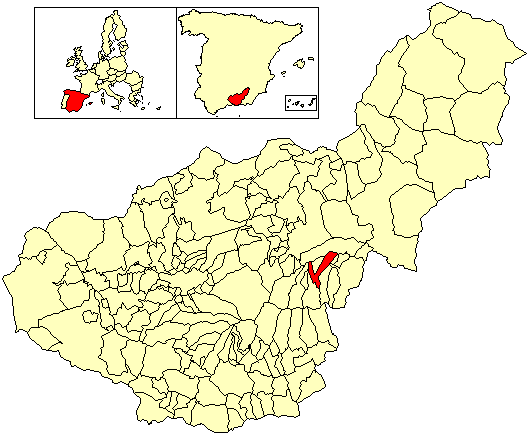
Localização de La Calahorra

No centro da aldeia fica a Igreja de Nossa Senhora da Anunciação, que remonta a 1546.

## Demografia
| Variação demográfica do município entre 1991 e 2004 | Variação demográfica do município entre 1991 e 2004 | Variação demográfica do município entre 1991 e 2004 | Variação demográfica do município entre 1991 e 2004 |
| --------------------------------------------------- | --------------------------------------------------- | --------------------------------------------------- | --------------------------------------------------- |
| 1991                                                | 1996                                                | 2001                                                | 2004                                                |
| 995                                                 | 957                                                 | 826                                                 | 813                                                 |

## Património
- Castelo de La Calahorra, data de princípios do século XVI e é pioneiro na introdução do Renascimento em Espanha[3]

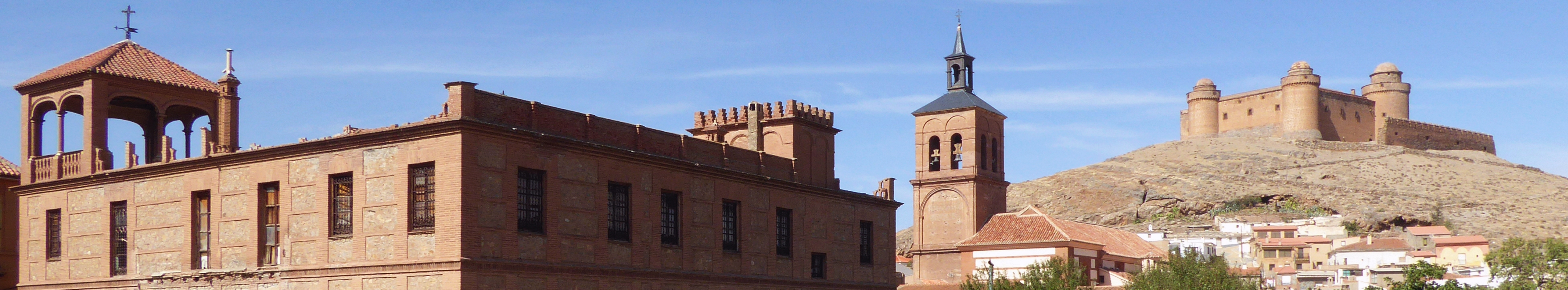
Panorama da cidade de La Calahorra com um edifício histórico, a Igreja de Nossa Senhora da Anunciação, no fundo do castelo de La Calahorra (Foto 2016)

## Galeria de fotos Castillo

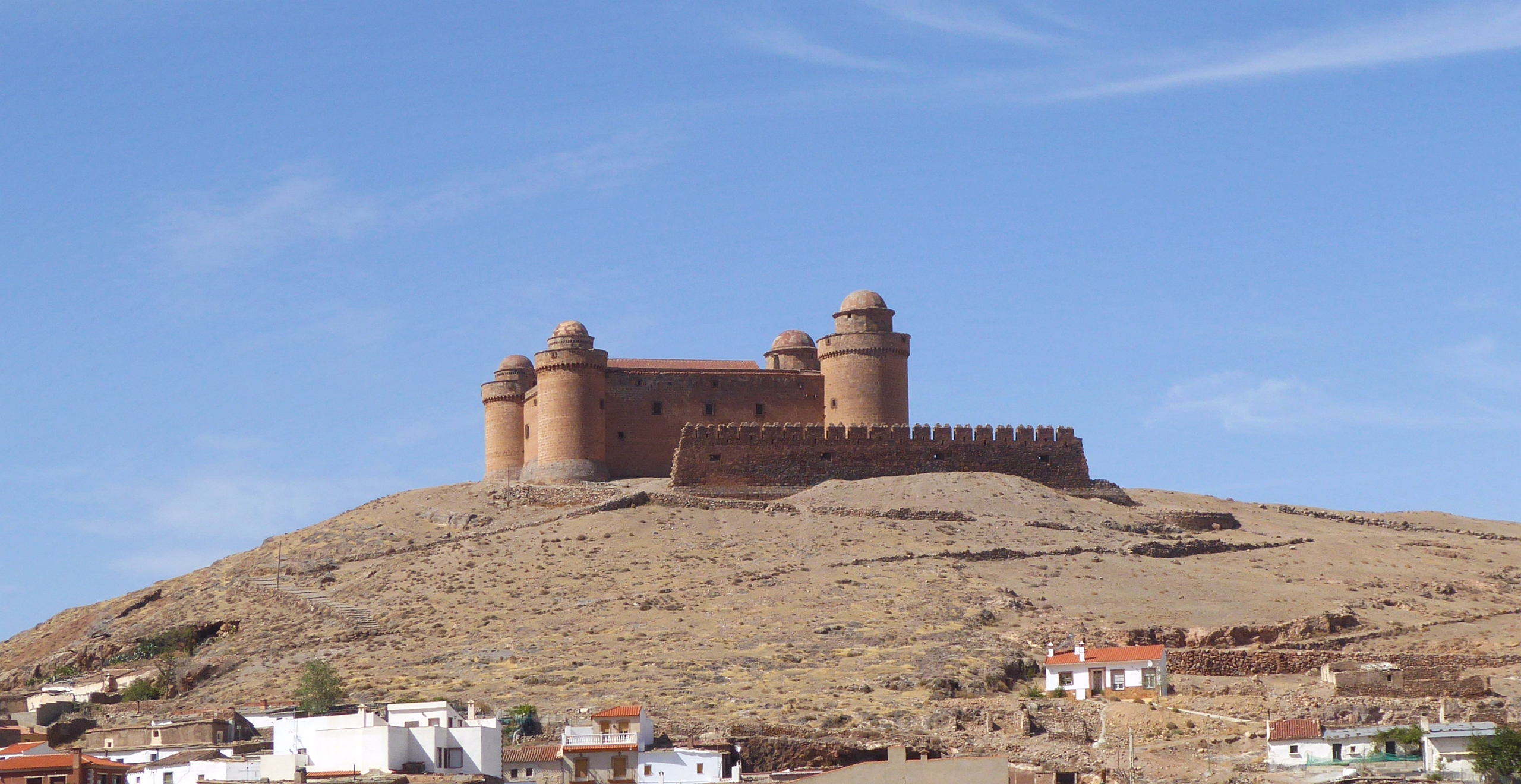
Castillo de La Calahorra (foto 2016)
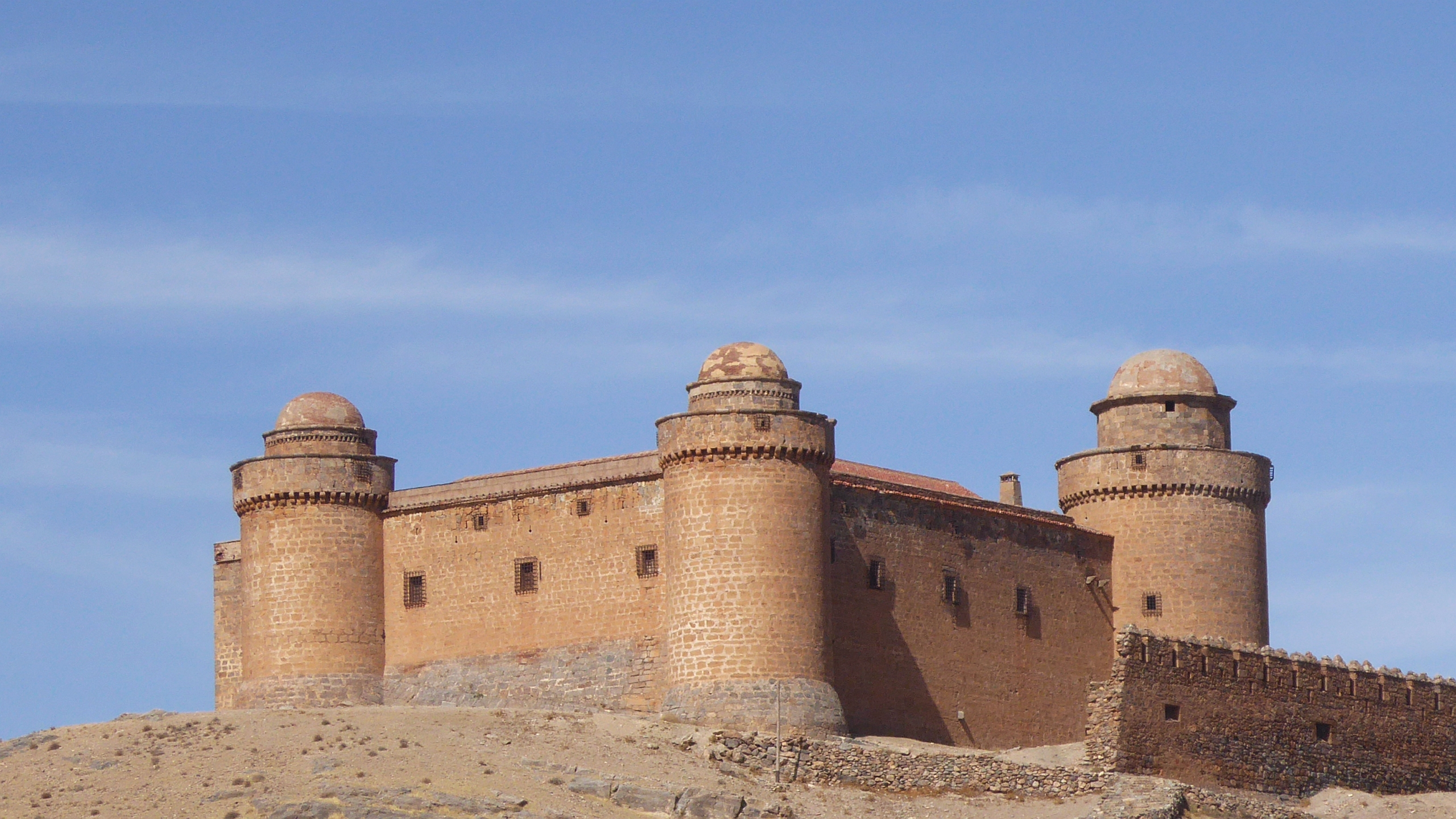
Castillo de La Calahorra